# 解除職務動議
解除職務動議（request to be excused from a duty）是一項議事程序，旨在解除合議性團體成員的議事責任，例如參加委員會、出席會議、發表演講或報告等，屬於程序動議的一種。根據《羅伯特議事規則》，合議性團體成員若希望免除自己或他人的議事責任，可以提出解除職務動議；該動議需要附議，可以討論、修正、重提，表決時需獲得半數支持方為通過。
解除職務動議只能免除非法定職務的責任，與會者可以解除互推產生的委員會主席、委員或其它非法定的議事責任，但不能發起解除法定主席的職位。此動議通常用於解除不適任成員的議事責任，例如不懂議事規範的委員會主席。